# K-Hole
K-Hole (Ketamin-Loch) ist ein Ausdruck innerhalb der Drogenszene für einen Zustand nach der Einnahme von Ketamin, bei dem es zu einer circa 30-minütigen Dissoziation kommt. Hierbei können Ataxie, Dysarthrie, muskuläre Hypertonie und Myoklonie auftreten. Äußerlich gleicht der Zustand häufig einer Bewusstlosigkeit. 
Das subjektive Erleben eines K-Hole verläuft unterschiedlich, berichtet wird von akustischen Halluzinationen, Reisen durch einen dunklen Tunnel, Visionen sowie außerkörperliche und Nahtod-Erfahrungen. Ein K-Hole tritt vor allem bei der gleichzeitigen Einnahme von Ketamin mit Sedativa, beispielsweise Alkohol, auf. Das K-Hole kann nicht nur unerwünschte Nebenwirkung, sondern auch das Ziel des Ketaminkonsums sein. Das Risiko eines K-Holes wurde mit erhöhtem Ketaminkonsum in Verbindung gebracht, vor allem bei denen, die Ketamin mehr als 20 Mal konsumiert hatten.